# 大家·红河文学奖
大家·红河文学奖是由云南人民出版社《大家》杂志社和云南红河卷烟厂一同设立的。1997年首届颁发。頒發四屆後停辦。

## 奖品
人民币十万元。

## 规则
每两年一届，每届一奖，每奖一人。

## 历届得奖作品
| 年份   | 届数   | 作者和作品       |
| 1997年 | 第一届 | 莫言《丰乳肥臀》 |
| 1999年 | 第二届 | 空缺             |
| 2001年 | 第三届 | 空缺             |
| 2003年 | 第四届 | 池莉《看麦娘》   |